# 봉산초등학교 오남분교
봉산초등학교 오남분교는 대한민국 경상남도 합천군 봉산면 권빈리 639에 있었던 초등학교이다. 1998년 봉산초등학교 본교로 통폐합되었다.

## 학교 연혁
- 1940.03.01 봉산제2공립심상소학교 설립인가
- 1941.04.01 봉산제2공립국민학교로 개칭
- 1948.09.01 오남국민학교로 교명 개칭
- 1996.02.23 제51회 졸업(총 졸업생수: 1,856명)
- 1996.03.01 봉산초등학교 오남분교장으로 격하
- 1998.03.01 봉산초등학교로 통폐합